# Steeven Langil
Steeven Langil (Fort-de-France, 4 maart 1988) is een Frans-Martinikaans voetballer die doorgaans als aanvallende middenvelder of buitenspeler speelt. Langil was international van Martinique.

## Clubcarrière

### Nîmes Olympique, AJ Auxerre en verhuur
Langil begon zijn carrière bij Nîmes Olympique, dat hij na één seizoen verliet voor AJ Auxerre. Daar speelde hij van 2007 tot 2013. Hij was echter lang niet altijd basisspeler. In het seizoen 2009/10 werd hij uitgeleend aan SM Caen, waar hij negen keer scoorde. Tijdens huurperiodes bij Valenciennes, CS Sedan was hij minder trefzeker. Hij kwam uiteindelijk tot 67 wedstrijden en 5 doelpunten.

### EA Guingamp en Moeskroen
Vervolgens speelde hij één seizoen bij Ligue 1-ploeg EA Guingamp. In 26 wedstrijden scoorde hij echter maar één keer. In 2014 vertrok hij uit Frankrijk. Hij speelde vervolgens één seizoen bij Moeskroen, waar hij een van de revelaties was van de beginperiode van het seizoen 2014-15.

### Waasland-Beveren en Legia Warschau
In 2015 verhuisde Langil naar Waasland-Beveren. Hij kwam in een jaar tot 28 wedstrijden en zes doelpunten. Een jaar later trok hij met zijn ploeggenoot Thibault Moulin naar Legia Warschau. Na de winterstop van het seizoen 2016-17 leende zijn club Legia Warschau hem weer uit aan Waasland-Beveren. Met die ploeg zorgde de flankspeler ervoor dat ze zich wisten te  verzekeren van nog een seizoen in de Belgische Jupiler Pro League. Dat seizoen verlengde club en speler het contract echter niet.

### N.E.C.
Op 22 september 2017 tekende Langil bij N.E.C., op dat moment uitkomend in de Jupiler League. De 29-jarige vleugelaanvaller uit Frankrijk zat zonder club en genoot daarom van een transfervrije status. Hij heeft voor één seizoen getekend met een optie voor een extra jaar. Hij debuteerde op 25 september 2017 voor N.E.C. tegen Jong PSV (3-3 gelijkspel). Hij viel na 82 minuten in voor Mohamed Rayhi. In de met 3-1 gewonnen wedstrijd tegen SC Cambuur op 3 november 2017 scoorde Langil zijn eerste treffer voor N.E.C. Op 1 december scoorde hij een hattrick tegen FC Dordrecht (6-0 winst). Medio 2018 liep zijn contract af.

### Ratchaburi Mitr Phol
In november 2018 werd Langil voor het seizoen 2019 in de Thai League 1 gecontracteerd door Ratchaburi Mitr Phol uit Thailand. Met zijn club verloor hij in 2019 de finale om de Thaise beker van Port FC. Medio 2022 liep zijn contract af.

### Uthai Thani en Khon Kaen United
Hij vervolgde zijn loopbaan begin 2023 bij Uthai Thani FC in de Thai League 2. Een half jaar later wisselde hij op hetzelfde niveau naar Khon Kaen United FC.

## Clubstatistieken
| Seizoen | Club              | Competitie     | Competitie | Competitie | Beker | Beker | Overig | Overig | Totaal | Totaal |
| Seizoen | Club              | Competitie     | Wed.       | Dlp.       | Wed.  | Dlp.  | Wed.   | Dlp.   | Wed.   | Dlp.   |
| ------- | ----------------- | -------------- | ---------- | ---------- | ----- | ----- | ------ | ------ | ------ | ------ |
| 2006/07 | Nîmes Olympique   | Ligue 2        | 11         | 2          | 0     | 0     | 0      | 0      | 11     | 2      |
| 2007/08 | AJ Auxerre        | Ligue 1        | 0          | 0          | 0     | 0     | 0      | 0      | 0      | 0      |
| 2008/09 | AJ Auxerre        | Ligue 1        | 13         | 0          | 3     | 0     | 0      | 0      | 16     | 0      |
| 2009/10 | →SM Caen          | Ligue 2        | 35         | 9          | 2     | 0     | 0      | 0      | 37     | 9      |
| 2010/11 | AJ Auxerre        | Ligue 1        | 9          | 1          | 2     | 0     | 4      | 1      | 15     | 2      |
| 2010/11 | →Valenciennes     | Ligue 1        | 8          | 0          | 0     | 0     | 0      | 0      | 8      | 0      |
| 2011/12 | →CS Sedan         | Ligue 2        | 14         | 0          | 2     | 0     | 0      | 0      | 16     | 0      |
| 2012/13 | AJ Auxerre        | Ligue 2        | 33         | 3          | 3     | 0     | 0      | 0      | 36     | 3      |
| 2013/14 | EA Guingamp       | Ligue 1        | 21         | 1          | 5     | 0     | 0      | 0      | 26     | 1      |
| 2014/15 | Moeskroen         | Eerste klasse  | 21         | 1          | 0     | 0     | 0      | 0      | 21     | 1      |
| 2015/16 | Waasland-Beveren  | Eerste klasse  | 29         | 6          | 2     | 0     | 6      | 0      | 37     | 6      |
| 2016/17 | Legia Warschau    | Ekstraklasa    | 6          | 1          | 1     | 0     | 5      | 0      | 12     | 1      |
| 2016/17 | →Waasland-Beveren | Eerste klasse  | 7          | 1          | 0     | 0     | 7      | 1      | 14     | 2      |
| 2017/18 | N.E.C.            | Eerste divisie | 27         | 5          | 2     | 0     | 2      | 0      | 31     | 5      |
| 2018/19 | Ratchaburi FC     | Thai League 1  | 26         | 8          | 5     | 1     | 0      | 0      | 31     | 9      |
| 2019/20 | Ratchaburi FC     | Thai League 1  | 0          | 0          | 0     | 0     | 0      | 0      | 0      | 0      |
| 2020/21 | Ratchaburi FC     | Thai League 1  | 29         | 7          | 3     | 0     | 6      | 0      | 38     | 7      |
| 2021/22 | Ratchaburi FC     | Thai League 1  | 28         | 4          | 4     | 2     | 0      | 0      | 32     | 6      |
| 2022/23 | Uthai Thani       | Thai League 2  | 19         | 3          | 1     | 1     | 0      | 0      | 20     | 4      |
| 2023/24 | Khon Kaen United  | Thai League 1  | 19         | 2          | 0     | 0     | 0      | 0      | 19     | 2      |
| Totaal  |                   |                | 355        | 54         | 35    | 4     | 30     | 2      | 428    | 60     |

Bijgewerkt op 6 maart 2024

## Interlandcarrière
Langil kwam tweemaal uit voor het Frans voetbalelftal onder 21. Vanaf 2016 ging hij voor het Martinikaans voetbalelftal spelen waarmee hij deelnam aan de CONCACAF Gold Cup 2017.

## Erelijst
| Competitie       |        |         |      |      |
| Competitie       | Aantal | Jaren   |      |      |
| Caen             | Caen   | Caen    | Caen | Caen |
| ---------------- | ------ | ------- | ---- | ---- |
| Kampioen Ligue 2 | 1x     | 2009/10 |      |      |
| Guingamp         |        |         |      |      |
| Coupe de France  | 1x     | 2013/14 |      |      |
| Legia            |        |         |      |      |
| Ekstraklasa      | 1x     | 2016/17 |      |      |